# TamS

Das TamS-Theater befindet sich in einem ehemaligen Schwabinger Brausebad und ist ein Privattheater in München, das in die Freie Szene eingeordnet werden kann. Das Gebäude wurde 1969, zeitgleich mit dem Ausbau der U-Bahn Station Münchner Freiheit, als Gemeinschaftsprojekt der späteren Leitung und einiger Freunde zu einem der ersten „Szene-Theater“ Münchens umfunktioniert.

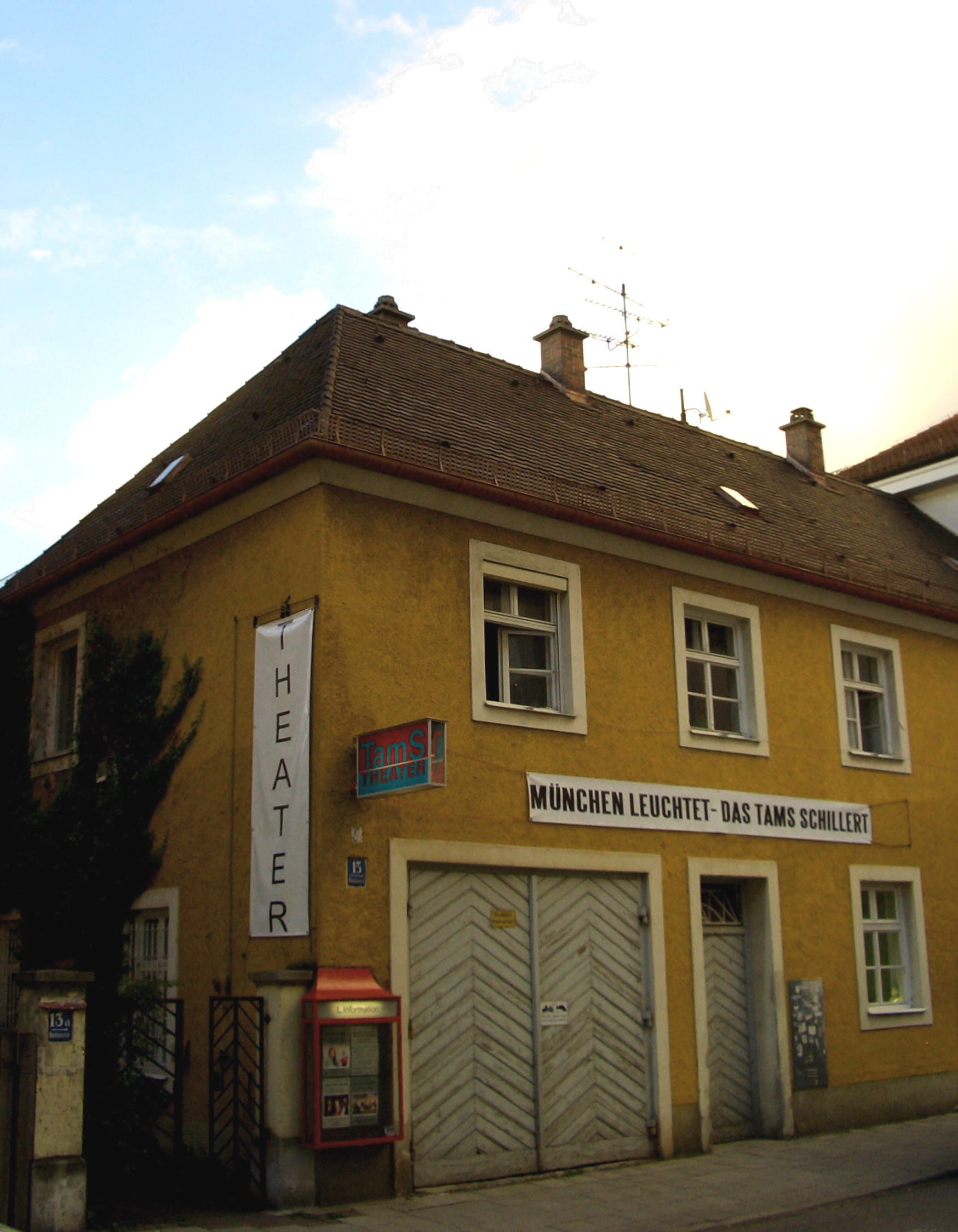
TamS

## Geschichte
Die Gründer des TamS-Theater sind Philip Arp und seine Ehefrau Anette Spola. Aktuell leitet Spola das Theater zusammen mit Lorenz Seib.
In mehr als 50 Jahren hat das Theater über 50 Ur- und Erstaufführungen auf die Bühne gebracht. Es präsentiert kontinuierlich Werke von Gerhard Polt, Maria Peschek und Rudolf Vogel.
Noch vor der ersten Premiere eröffnete das TamS im September 1969 seine Pforten als Galerie. Dort fand beispielsweise die „Brezenausstellung“ im Jahr 1972 oder die „Komikkeramik“-Ausstellung ihren Platz.
Am 27. Januar 1970 fand die erste Premiere statt: Die stummen Affen von Fritz Herrmann, unter der Regie von Harald Herzog.
Seit 2018 steht das Gebäude unter Denkmalschutz, seit 2019 ist auch das Theater Bestandteil des Baudenkmals.

## Spielstätten
Neben dem Hauptgebäude in der Haimhauserstraße 13a wird seit 2009 auch die angrenzende Garage genutzt. Sie bietet Platz für saisonale Bühnenformate oder Kunstausstellungen. Außerdem werden immer wieder öffentliche Orte in München für Inszenierungen genutzt.

## Förderung
Laut der offiziellen Zahlen bekam das TamS im Jahr 2019 eine Projektförderung in Höhe von 160.000 €.

## Ästhetik
Das TamS möchte einen Raum für Künstler und Formate bieten, die sich nicht alle unter einer bestimmten Ästhetik zusammenfassen lassen. So bekommt man dort u. a. Agitprop-Theater, Mitspieltheater, Antitheater, Proklamationen, Provokationen, Manifeste oder Pamphlete zu sehen.
Die zahlreichen Stücke, die teilweise eigens für das TamS-Ensemble verfasst wurden und werden, sind oft auf die jeweilige Besetzung zugeschnitten und entstehen in enger Zusammenarbeit mit den Schauspielern, wodurch sich eine prozessbasierte Arbeitsweise ergibt. Friedrich G. Scheuer beschreibt den Stil des TamS so: “Das Paradoxe hat einen Stammplatz im TamS, dort, wo nicht linear gedacht wird, sondern labyrinthisch, kreuz und quer, im existentiellen Raum.”

## Exemplarische Produktionen
Als einer der ersten „Klassiker“ des TamS sind die von Philip Arp entwickelten Valentinaden zu erwähnen, die nach dem Vorbild Karl Valentins für Arp selbst und seine Frau Anette Spola konzipiert sind. Getreu dieser Inspirationsquelle handelt es sich um mehrere aneinandergereihte Sketche, bei denen sowohl Humor als auch Seitenhiebe auf kritisch zu reflektierende Zustände im Mittelpunkt stehen. Bisher fanden fünf dieser Abende statt, der erste im Jahr 1971.
Der erste große Erfolg wurde mit Handkes “Quodlibet”gefeiert. Das Stück war eine Auseinandersetzung von Handke mit dem politischen Aufbegehren der 68er gegen das verkrustete Establishment. Drei Monate lang war das TamS ausverkauft.
Mit dem Stück „Bavaria Loas“, unter der Regie von Anette Spola und Chris Burton, wurde das TamS 1979 zum Theatertreffen in Berlin und zum Münchner Theaterfestival eingeladen.
Mit „Die Wässerungen“ wurden zum ersten Mal in der Geschichte des TamS Spielorte außerhalb des Theatergebäudes erschlossen. Es handelt sich dabei um einen 1992 umgesetzten Dreiteiler, der an verschiedenen öffentlichen Orten stattfand: einem geschlossenen Bad im Münchner Westend, dem Jakobsplatz und dem Englischen Garten. Bei allen Teilen sind die unklare Trennung zwischen Publikum und Akteuren, der Bezug zum jeweiligen Spielort und die interaktive Note hervorzuheben, durch die jede Aufführung in gewissem Maße unvorhersehbar bleibt.

## Inklusion
Seit der Produktion Nachricht von Grottenolm von Peter Radtke 1981 spielt auch Inklusionstheater eine wichtige Rolle im TamS und ist bis heute Bestandteil des Spielplans.
1983 feierte das „Crüppel Cabaret“ im TamS Premiere, 1998 bildete sich in Zusammenarbeit mit dem „Verein zur Hilfe für Alterskranke und seelisch Kranke“ das Theater Apropos und als Ergebnis der bisherigen Zusammenarbeit mit Künstlern mit Behinderung entstand das Festival „Grenzgänger“.
Das zweiwöchige Festival Grenzgänger findet seit 2009 jährlich statt und lässt internationale und renommierte Gruppen, wie Die Tonne, Reutlingen, das Theater HORA Zürich und Thikwa aus Berlin, auftreten. Begleitet wird das Festival von den Ausstellungen des Atelier hpca.